# 罗汉堂墓地
罗汉堂墓地，位于中国青海省贵德县罗汉堂乡罗汉堂村，为青海省市县级文物保护单位，公布日期为1986年10月31日，类型为古墓葬。
罗汉堂墓地的历史年代为新石器时代。